# Брановський Роман Петрович
Роман Петрович Брановський (9 січня 1922, село Воля Розвинницька, тепер Польща — 16 березня 1998, село Забава, тепер Шептицького району Львівської області) — український радянський діяч, бригадир комплексної бригади рільників колгоспу «Дружба» (імені XXII з'їзду КПРС) Радехівського району Львівської області. Герой Соціалістичної Праці (23.06.1966).

## Біографія
Народився в селянській родині. У 1944 році переселений разом із родиною з Надсяння на Радехівщину.
З 1950-х років — колгоспник, бригадир комплексної бригади рільників колгоспу «Дружба» села Забава Радехівського району Львівської області; бригадир комплексної бригади рільників колгоспу імені XXII з'їзду КПРС села Бишів Радехівського району Львівської області. Збирав високі врожаї озимої пшениці: по 31 центнер з гектара.
Член КПРС з 1960 року.
22 березня 1966 року отримав звання Героя Соціалістичної Праці з врученням ордена Леніна і золотої медалі «Серп і молот» за «успіхи, досягнуті в збільшенні виробництва і заготівель зернових та кормових культур».
Делегат XXIV з'їзду КПРС та XXII з'їзду КПУ.
Потім — на пенсії.

## Нагороди
- Герой Соціалістичної Праці (23.06.1966)
- орден Леніна (23.06.1966)
- медалі